# Алексеев, Александр Леонидович

## Биография
Александр Леонидович Алексеев (род. 3 марта 1984 года), Заслуженный артист Республики Башкортостан (2021).
Родился 3 марта 1984 года в г. Уфе БАССР. 
Женат. Супруга Светлана Алексеева  https://www.bashopera.ru/artists/administratsiya/svetlana-alekseeva/
В 2007 году с отличием окончил УГАИ им. З. Исмагилова, (класс доцента В. М. Никитенкова), в 2010 году — ассистентуру-стажировку при УГАИ им. З. Исмагилова. Научный руководитель — Р. М. Бикмухаметова). В 2021 году — ассистентуру-стажировку по направлению «оперно-симфоническое дирижирование» в УГИИ им З. Исмагилова (класс заслуженного деятеля искусств Республики Башкортостан, профессора Ю. А. Селезнёва). С 2016 года является доцентом кафедры хорового дирижирования.
В 2001—2003 годы работал концертмейстером и педагогом в Уфимском городском Дворце детского творчества им. В. Комарова, с 2014 по 2016 год — дирижёром Государственной академической хоровой капеллы Республики Башкортостан, главным специалистом по развитию академического искусства Башкирской государственной филармонии им. Х. Ахметова. С 2015 года — приглашенный хормейстер Башкирского государственного академического театра оперы и балета.
Организатор и руководитель творческих коллективов: мужского архиерейского хора Уфимской епархии «Уфимские певчие» (с 2008 по 2010 год); Хора молодежи и студентов (с 2007—2011 год). Вокальный ансамбль «Латинский квартал», образованный им в 2008 году, включал в себя вокалистов Уфимской государственной академии искусств. Под его руководством коллектив стал победителем многих всероссийских и международных фестивалей и конкурсов. С 2009 года ансамбль стал постоянным участником Фестиваля джазовой музыки «Путешествие в джаз-лэнд».
Алексеев подготовил новые аранжировки для хора и ансамбля эстрадных и классических произведений (В. — А. Моцарта, И. С. Баха, А. Пьяццолы и других).
За время работы с хором Башкирского государственного театра оперы и балета подготовлены к исполнению крупные произведения кантатно-ораториального жанра: Реквиемы В.-А. Моцарта, Дж. Верди, кантата «Кармина Бурана» К. Орфа, «Поэма памяти Сергея Есенина» Г. Свиридова, кантата С. Прокофьева «Александр Невский», фрагменты Литургии Св. Иоанна Златоуста № 2 А. Гречанинова, «Месса» В. Чолака.
С 2022 года является музыкальным руководителем театра.
Под его музыкальным руководством поставлены мюзиклы «Королевство волшебных струн» Урала Идельбаева и «Летучий корабль» Максима Дунаевского, мюзикл a capella «Любовь это…». Александр Алексеев вводит в репертуар новые сценические редакции постановок Башкирского государственного академического театра оперы и балета («Кармен» и «Искатели жемчуга» Ж. Бизе, «Фауст» Ш. Гуно и «Дон Жуан» В.-А. Моцарта, «Царская невеста» и «Моцарт и Сальери», «Садко» Н. Римского-Корсакова, «Пир во время чумы» Ц. Кюи, «Салават Юлаев» З. Исмагилова, «В ночь лунного затмения» С. Низаметдинова, «Vita Nuova» В. Мартынова и других).
В апреле 2023 года Алексеев назначен на должность генерального директора Башкирского государственного театра оперы и балета 
С 2007 года преподаёт на кафедре хорового дирижирования УГАИ им. З. Исмагилова, с 2008 по 2013 годы совмещал педагогическую нагрузку на кафедре эстрадно-джазового исполнительства и звукорежиссуры.
Проводил мастер-классы и лекции: по работе с вокальными ансамблями и хорами.
Председатель и член жюри многочисленных конкурсов вокально-хорового искусства и профессионального мастерства.
Входил в состав жюри всероссийских, республиканских и городских конкурсов; участвовал в организации фестивалей различного уровня, среди которых VI Всероссийский конкурс дирижёров академических хоров, посвященный 100-летию Г. В. Свиридова (2015), Фестиваль хоров мальчиков на грант Главы Республики Башкортостан (2016), конкурс-фестиваль детских хоровых коллективов «Хоровая радуга» (2009—2023).
Работал в качестве председателя государственной аттестационной комиссии в Уфимском училище искусств, в Салаватском музыкальном колледже.

### Научно-методическая работа
- Алексеев А. Л., Хасбиуллина А. А. // О хоровой культуре Республики Башкортостан в первые десятилетия XXI столетия // Искусство и наука в образовательном пространстве: проблемы и перспективы, 2019. -  с. 91-98. - ISBN 978-5-93716-124-6[2]
- Алексеев А. Л. О хоровой культуре Башкортостана в первые десятилетия XXI века.
- Приемы овладения техникой дирижирования хором на примере номеров «Вечером синим» и «Повстречался сын с отцом» цикла Г. Свиридова «Пять хоров на слова русских поэтов», Уфа: Фоменковские чтения, Издательство «Мир печати», 2021 год;

Лауреатские звания:
- 2006 год — лауреат IV Всероссийского конкурса хоровых дирижеров имени С. Г. Эйдинова (I место, г. Магнитогорск).
- 2006 год — лауреат IV Всероссийского конкурса дирижеров академических хоров (I место, г. Салават).

Награды:
- 2013 год — почетная грамота Администрации Кировского района ГО Уфа
- 2015 год — почетная грамота Республиканской организации Башкортостана Российского профсоюза работников культуры
- 2020 год — почетная грамота Министерства культуры Республики Башкортостан
- 2021 год — звание «Заслуженный артист Республики Башкортостан»[3].